# Leonhard Sohncke
Leonhard Sohncke (Halle (Sajonia-Anhalt), 22 de febrero de 1842—Munich, 1 de noviembre de 1897) fue un matemático, naturalista y profesor de física alemán en Karlsruhe, Jena y Munich.

## Obras
- De aequatione differentiali seriei hypergeometricae (1866)
- Der Ursprung der Gewitter-Elektricität und der gewöhnlichen Elektricität der Atmosphäre: Eine Meteorologisch-Physikalische untersuchung (1879)
- Über Wellenbewegung (1881)
- Die Structur der optisch drehenden Kystalle (1891)
- Gemeinverständliche Vorträge aus dem Gebiete der Physik (1892)